# Chloropsina sylvatica
Chloropsina sylvatica är en tvåvingeart som beskrevs av Deeming 1981. Chloropsina sylvatica ingår i släktet Chloropsina och familjen fritflugor.
Artens utbredningsområde är Nigeria. Inga underarter finns listade i Catalogue of Life.